# 제트류

제트기류를 나타낸 그림

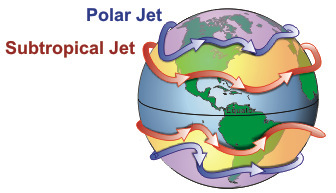
제트 기류의 개략. 제트 기류는 한대와 아열대 지방에서 사행하면서 지구를 둘러싸고 분다

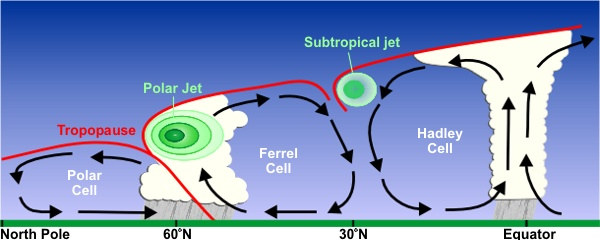
한대 제트 기류(왼쪽)과 아열대 제트 기류(오른쪽)의 단면도. 녹색의 진한 부분만큼 풍속이 크다.
대기순환과의 위치관계를 나타낸다

제트류(-流, Jet Stream)는 대류권 상부나 성층권의 서쪽으로부터 거의 수평으로 흐르는 강한 기류이다. 평균풍속은 겨울철에는 시속 130km, 여름철에는 시속 65km이며 공기밀도의 차이가 가장 큰 겨울철에 풍속도 가장 강하다.

## 개요
상공에는 세 가지의 풍계(북동무역풍·편서풍·주극풍)와는 다른 서쪽으로부터의 바람이 불어온다. 상공에는 극부근에 중심을 둔 저기압과 저위도 지방에 있는 고기압이 있다. 이 고기압과 저기압과의 사이에 서쪽으로부터 불어오는 바람이 대상(帶狀)으로 불고 있어 이것을 편서풍대라 부르고 있다. 편서풍대의 바람은 일정한 풍속으로 부는 것이 아니고 비교적 강한 서풍이 좁은 폭을 갖고 뿜어내는 모양으로 불고 있는 곳이 있다. 이 고도는 대류권의 상부 또는 권계면의 하부(평균 11km∼14km의 상공)에서 그 속도는 평균 초속 50m, 때로는 초속 100m에 달하는 때도 있다. 이것을 제트기류라고 한다. 제트기류에는 그림에 나타난 것같이 극(極)제트기류와 아열대 제트기류가 있어 가끔 극도지방 상공에서 합류하는 때가 있으므로 세계에서 가장 강한 제트기류가 부는 예가 많다. 2차대전 당시 일본 본토 폭격을 위해 괌을 출발한 B－29폭격기가 일본 근방에 와서 갑자기 속도가 떨어진 예가 제트기류의 발견에 좋은 실마리가 되었다고 한다. 고공을 날으는 비행기는 제트기류를 잘 이용함으로써 안전하게 경계 운항이 되므로 비행사는 제트기류의 기상 상황을 정확히 파악하지 않으면 안 된다. 제트기류보다 규모가 작은 대기의 운동으로는 계절풍과 국지풍(局地風)이 있다.
제트기류는 온도에 중대한 차이를 지닌 인접 공기의 경계에 형성된다. 제트기류는 대류권(온도가 높이에 따라 감소한다.)과 성층권(온도가 높이에 따라 증가한다.) 대류권계면에서 주로 발견된다. 주요 제트 기류는 비록 여름에 적도 영역에 편동 제트가 생성될 수 있지만 북반구에서나 남반구에서나 편서풍이다. 제트의 경로는 전형적으로 굽이치는 형태를 지니며, 곡선경로는 동쪽으로 진행하되 흐름 내의 실제 바람보다는 낮은 속도이다. 로스비 파동의 이론은 곡선 경로의 받아들여지는 해설을 제공한다. 로스비 파동은 제트기류가 들어있는 흐름에 대해 서쪽으로 진행하지만 땅에 대해서는 지구를 가로질러서 동쪽으로 이동한다.

## 같이 보기
- 북극진동
- 극소용돌이
- 토네이도